# Leader nei sack per stagione nella National Football League
La seguente è la lista dei giocatori della National Football League che hanno guidato la stagione regolare in sack ogni anno. La NFL ha iniziato a tenere ufficialmente conto dei sack solamente dalla stagione 1982. I giocatori che hanno messo a segno dei sack prima di quella data non sono inclusi in questa lista. Al 2024, Michael Strahan dei New York Giants e T.J. Watt dei Pittsburgh Steelers detengono il primato con 22,5 sack, tallonati da Mark Gastineau dei New York Jets, da Jared Allen dei Minnesota Vikings e Justin Houston dei Kansas City Chiefs, che rispettivamente nel 1984, nel 2011 e nel 2014 ne hanno messi a segno 22. Il club più rappresentato sono i Minnesota Vikings e i Kansas City Chiefs con 4 leader stagionali, quindi seguono New York Giants e Philadelphia Eagles con 3 leader stagionali.
Dalla stagione 2013 il leader stagionale della NFL in sack riceve il Deacon Jones Award in memoria del leggendario giocatore dei Los Angeles Rams David "Deacon" Jones, responsabile, tra le altre cose, dell'invenzione del termine "sack".

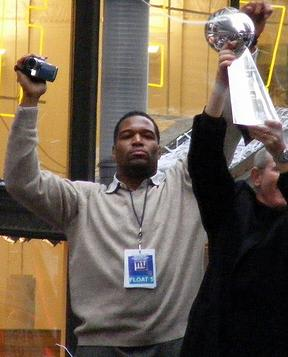
Michael Strahan è il leader di tutti i tempi per sack in una stagione assieme a T.J. Watt

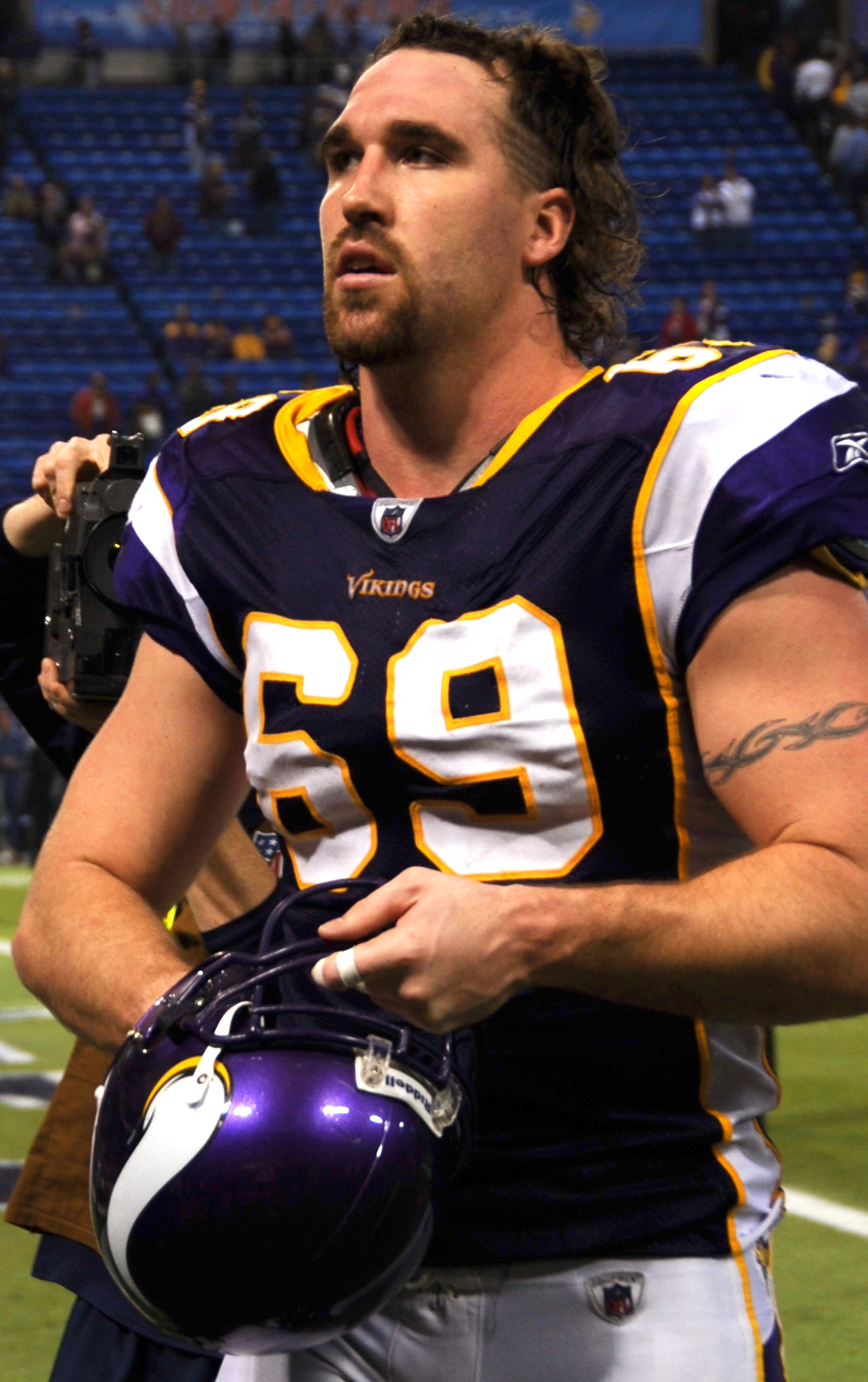
Jared Allen al terzo posto a pari merito con Mark Gastineau

| Stagione | Ruolo | Giocatore        | N° di Sack | Squadra              | Anno di induzione nella Pro Football Hall of Fame |
| -------- | ----- | ---------------- | ---------- | -------------------- | ------------------------------------------------- |
| 1982     | DE    | Doug Martin      | 11,5       | Minnesota Vikings    | No                                                |
| 1983     | DE    | Mark Gastineau   | 19,0       | New York Jets        | No                                                |
| 1984     |       | Mark Gastineau   | 22,0       | New York Jets        |                                                   |
| 1985     | DE    | Richard Dent     | 17,0       | Chicago Bears        | 2011                                              |
| 1986     | LB    | Lawrence Taylor  | 20,5       | New York Giants      | 1999                                              |
| 1987     | DE    | Reggie White     | 21,0       | Philadelphia Eagles  | 2006                                              |
| 1988     |       | Reggie White     | 18,0       | Philadelphia Eagles  |                                                   |
| 1989     | DE    | Chris Doleman    | 21,0       | Minnesota Vikings    | 2012                                              |
| 1990     | LB    | Derrick Thomas   | 20,0       | Kansas City Chiefs   | 2009                                              |
| 1991     | LB    | Pat Swilling     | 17,0       | New Orleans Saints   | No                                                |
| 1992     | DE    | Clyde Simmons    | 19,0       | Philadelphia Eagles  | No                                                |
| 1993     | DE    | Neil Smith       | 15,0       | Kansas City Chiefs   | No                                                |
| 1994     | LB    | Kevin Greene     | 14,0       | Pittsburgh Steelers  | 2016                                              |
| 1995     | LB    | Bryce Paup       | 17,5       | Buffalo Bills        | No                                                |
| 1996     |       | Kevin Greene     | 14,5       | Carolina Panthers    |                                                   |
| 1997     | DT    | John Randle      | 15,5       | Minnesota Vikings    | 2010                                              |
| 1998     | DE    | Michael Sinclair | 16,5       | Seattle Seahawks     | No                                                |
| 1999     | DE    | Kevin Carter     | 17,0       | St. Louis Rams       | Non eleggibile                                    |
| 2000     | DT    | La'Roi Glover    | 17,0       | New Orleans Saints   | Non eleggibile                                    |
| 2001     | DE    | Michael Strahan  | 22,5       | New York Giants      | 2014                                              |
| 2002     | LB    | Jason Taylor     | 18,5       | Miami Dolphins       | Non eleggibile                                    |
| 2003     |       | Michael Strahan  | 18,5       | New York Giants      |                                                   |
| 2004     | DE    | Dwight Freeney   | 16,0       | Indianapolis Colts   | Non eleggibile                                    |
| 2005     | DE    | Derrick Burgess  | 16,0       | Oakland Raiders      | Non eleggibile                                    |
| 2006     | LB    | Shawne Merriman  | 17,0       | San Diego Chargers   | Non eleggibile                                    |
| 2007     | DE    | Jared Allen      | 15,5       | Kansas City Chiefs   | Non eleggibile                                    |
| 2008     | LB    | DeMarcus Ware    | 20,0       | Dallas Cowboys       | Non eleggibile                                    |
| 2009     | DE    | Elvis Dumervil   | 17,0       | Denver Broncos       | Non eleggibile                                    |
| 2010     |       | DeMarcus Ware    | 15,5       | Dallas Cowboys       |                                                   |
| 2011     |       | Jared Allen      | 22,0       | Minnesota Vikings    |                                                   |
| 2012     | DE    | J.J. Watt        | 20,5       | Houston Texans       | Non eleggibile                                    |
| 2013     | LB    | Robert Mathis    | 19,5       | Indianapolis Colts   | Non eleggibile                                    |
| 2014     | LB    | Justin Houston   | 22,0       | Kansas City Chiefs   | Non eleggibile                                    |
| 2015     |       | J.J. Watt        | 17,5       | Houston Texans       |                                                   |
| 2016     | LB    | Vic Beasley      | 15,5       | Atlanta Falcons      | Non eleggibile                                    |
| 2017     | LB    | Chandler Jones   | 17,0       | Arizona Cardinals    | Non eleggibile                                    |
| 2018     | DT    | Aaron Donald     | 20,5       | Los Angeles Rams     | Non eleggibile                                    |
| 2019     | DE    | Shaquil Barrett  | 19,5       | Tampa Bay Buccaneers | Non eleggibile                                    |
| 2020     | LB    | T.J. Watt        | 15,0       | Pittsburgh Steelers  | Non eleggibile                                    |
| 2021     | LB    | T.J. Watt        | 22,5       | Pittsburgh Steelers  | Non eleggibile                                    |
| 2022     | DE    | Nick Bosa        | 18,5       | San Francisco 49ers  | Non eleggibile                                    |
| 2023     | LB    | T.J. Watt        | 19,0       | Pittsburgh Steelers  | Non eleggibile                                    |
| 2024     | DE    | Trey Hendrickson | 17,5       | Cincinnati Bengals   | Non eleggibile                                    |